# Episodi de L'ispettore Derrick (diciottesima stagione)
La diciottesima stagione della serie televisiva L'ispettore Derrick, composta da 12 episodi, è stata trasmessa in Germania nel 1991 sul canale ZDF.
| nº Prima TV Germania | nº Produzione | nº Stagione x nº Episodio | Titolo originale                 | Titolo italiano                  | Prima TV Germania | Prima TV Italia  | Anno Produzione |
| -------------------- | ------------- | ------------------------- | -------------------------------- | -------------------------------- | ----------------- | ---------------- | --------------- |
| 195                  | 196           | 18x01                     | Caprese in der Stadt             | Emilio Caprese è in città        | 4 gennaio 1991    | 30 marzo 1992    | 1990            |
| 196                  | 197           | 18x02                     | Gefährlicher Weg durch die Nacht | Denaro sporco                    | 1 febbraio 1991   | 23 marzo 1992    | 1990            |
| 197                  | 198           | 18x03                     | Penthaus                         | Potenziali assassini             | 15 marzo 1991     | 2 marzo 1992     | 1990            |
| 198                  | 199           | 18x04                     | Wer bist Du, Vater?              | La figlia del poliziotto         | 26 aprile 1991    | 24 febbraio 1992 | 1990            |
| 199                  | 201           | 18x05                     | Verlorene Würde                  | Dignità perduta                  | 31 maggio 1991    | 1 febbraio 1993  | 1991            |
| 200                  | 200           | 18x06                     | Offener Fall                     | Un caso aperto                   | 28 giugno 1991    | 25 gennaio 1993  | 1990            |
| 201                  | 202           | 18x07                     | Der Tote spielt fast keine Rolle | Il morto non ha quasi importanza | 19 luglio 1991    | 22 marzo 1993    | 1991            |
| 202                  | 203           | 18x08                     | Störungen in der Lust zu leben   | Voglia di vivere                 | 9 agosto 1991     | 8 febbraio 1993  | 1991            |
| 203                  | 204           | 18x09                     | Tod auf dem Hinterhof            | Sceneggiatura per un omicidio    | 20 settembre 1991 | 11 gennaio 1993  | 1991            |
| 204                  | 205           | 18x10                     | Der Schrei                       | Il grido                         | 18 ottobre 1991   | 21 dicembre 1992 | 1991            |
| 205                  | 206           | 18x11                     | Das Lächeln des Dr. Bloch        | Il sorriso del dottor Bloch      | 29 novembre 1991  | 18 gennaio 1993  | 1991            |
| 206                  | 207           | 18x12                     | Isoldes tote Freunde             | Gli amici morti di Isolde        | 20 dicembre 1991  | 15 marzo 1993    | 1991            |

## Emilio Caprese è in città
- Titolo originale: Caprese in der Stadt
- Diretto da: Alfred Weidenmann
- Scritto da: Herbert Reinecker
- Interpreti:[1] Horst Tappert - Stephan Derrick, Fritz Wepper - Harry Klein, Willy Schäfer - Willy Berger, Gerd Anthoff - Carl Runold, Esther Hausmann - Inge Steiner Runold, Edwin Noël - Alfred Steiner, Remo Remotti - Emilio Caprese, Wolf Roth - Gaug, Hans Korte - Anwalt, Dirk Dautzenberg - padre di Inge e Alfred, Eva Maria Bauer - madre di Inge e Alfred, Beate Wedekind - moderatrice del talk show, Giovanni Scialpi - cantante, Sophie Wepper - Renata, Hildegard Linden - segretaria di Carl Runold

### Trama
Dopo essere intervenuto a un talk show televisivo, Derrick riceve una telefonata da Carl Runold, un imprenditore attivo nel ramo delle spedizioni, nella quale gli viene detto che la polizia non riesce a garantire la sicurezza alla propria famiglia. Di persona Runold spiega a Derrick che la moglie Inge in precedenza era la donna del figlio di Emilio Caprese, un noto esponente dell'"Onorata Società" di Palermo, dal quale ha avuto una figlia di nome Renata. Tre anni prima Inge e il figlio di Caprese hanno divorziato e la bambina è stata assegnata alla madre e sei mesi prima il figlio di Caprese è morto. Ora Inge vive segregata in casa perché l'ex suocero vuole prendersi la piccola e portarla in Italia anche con il ricorso della violenza. Alfred Steiner, fratello di Inge, viene speronato con l'auto e si salva per miracolo. Nella ditta di Runold esplode una bomba, senza fare vittime. Vista la situazione Carl Runold cerca di convincere Inge a lasciare la piccola Renata per almeno un anno. Nel frattempo Caprese è arrivato a Monaco al seguito di un gruppo musicale italiano.

## Denaro sporco
- Titolo originale: Gefährlicher Weg durch die Nacht
- Diretto da: Günter Gräwert
- Scritto da: Herbert Reinecker
- Interpreti:[2] Horst Tappert - Stephan Derrick, Fritz Wepper - Harry Klein, Willy Schäfer - Willy Berger, Rufus Beck - Benno Hauk, Eva Kotthaus - Martha Hauk, Christian Berkel - Jürgen Klose, Gerd Baltus - Dr. Schöler, Roswitha Schreiner - Eva Meineke, Franz Rudnik - signor Meineke, Ute Christensen - Isabel Lenz

### Trama
Jürgen Klose, un corriere della droga, sta scappando da due inseguitori che lo vogliono uccidere. Con sé ha una valigetta contenente un milione di marchi. Riesce a nascondersi all'interno della fermata della metropolitana. Ad un certo momento arriva Benno Hauk, un giovane barista che ha appena finito il suo turno di lavoro, per chiedere l'ora. Klose è imbarazzato e Benno non capisce cosa stia succedendo, così i due malviventi riescono ad individuare Klose e gli sparano e poi fuggono. Klose viene ferito gravemente. Benno si avvicina e chiede a Klose se ha bisogno di aiuto. Klose gli risponde di portarlo a una cabina telefonica perché deve fare una chiamata urgente. Klose chiama il Dottor Schöler, titolare di un'agenzia di cambiavalute. Poco prima di morire Klose regala la valigetta a Benno, così la porta a casa. Benno vive solo con la madre; sua sorella è morta tempo prima per overdose di eroina e il padre si è suicidato dal dispiacere.

## Potenziali assassini
- Titolo originale: Das Penthaus
- Diretto da: Theodor Grädler
- Scritto da: Herbert Reinecker
- Interpreti:[3] Horst Tappert - Stephan Derrick, Fritz Wepper - Harry Klein, Willy Schäfer - Willy Berger, Ernst Schröder - Dr. Schönfelder, Christine Buchenegger - Diana Schönfelder, Irina Wanka - Sophie Schlüter, Rudolf Wessely - Bubach, Karlheinz Vietsch - Hans Droste, Michael Marwitz - Grunau, Andrea Schober - Anna Dehmel, Sabrina Lorenz - Maria Langer, Peter Bertram - Adrian, Werner Asam - barista, Peter Fröhlich

### Trama
Anna Dehmel viene strangolata nell'ascensore di un condominio. Derrick e Klein indirizzano le indagini verso i coinquilini. Uno di questi, il Dottor Schönfelder si distingue per le sue strane teorie filosofiche, asserendo che tutti gli uomini sono potenziali assassini.

## La figlia del poliziotto
- Titolo originale: Wer bist du, Vater?
- Diretto da: Helmuth Ashley
- Scritto da: Herbert Reinecker
- Interpreti:[4] Horst Tappert - Stephan Derrick, Fritz Wepper - Harry Klein, Willy Schäfer - Willy Berger, Birgit Doll - Ariane Hauser, Sven-Eric Bechtolf - Rudolf, Margit Carstensen - signora Hauser, Manfred Spies - Arthur Hauser, Ingrid van Bergen - signora Suska, Ernst Hannawald - Erich Suska, Sissy Höfferer - Ilona Landeck, Robert Meyer - Goring, Sarah Poloseck - Ilse Landeck, Henry van Lyck, Michael Diekmann

### Trama
Arthur Hauser telefona a Derrick per riferire di un brutale omicidio avvenuto nei pressi della stazione. Poliziotto anche lui, Hauser chiede a Derrick di raggiungerlo in un albergo a ore. Arrivato alla pensione, Derrick trova Hauser pugnalato. I gestori riferiscono di non saperne nulla, a parte il fatto che Hauser si incontrava con una ragazza asiatica. Unica testimone del delitto è una bambina, Ilse Landeck, figlia di una prostituta.

## Dignità perduta
- Titolo originale: Verlorene Würde
- Diretto da: Theodor Grädler
- Scritto da: Herbert Reinecker
- Interpreti:[5] Horst Tappert - Stephan Derrick, Fritz Wepper - Harry Klein, Willy Schäfer - Willy Berger, Peter Ehrlich - Walter Kuhnert, Ulrich Matthes - Holger Küster, Jessica Kosmalla - Dina, Claude-Oliver Rudolph - Lubich, Will Danin - Jürgen Soost, Klaus Herm - Goosmann, Philipp Moog - Gerhard Kuhnert, Holger Petzold

### Trama
Durante un'operazione antidroga, Gerhard Kuhnert, un giovane funzionario di polizia, viene accoltellato nel bagno di un locale. Il maggiore sospettato è Jürgen Soost, però non ci sono prove sufficienti per inchiodarlo. Testimone dell'accaduto è Holger Küster, che Derrick vuole convincere a parlare. Intanto il padre di Gerhard, poliziotto in pensione nonché amico di Stephan Derrick, sta dando la caccia a Soost.

### Colonna sonora
- Judas Priest, Painkiller
- Pantera, Psycho Holiday

## Un caso aperto
- Titolo originale: Offener Fall
- Diretto da: Zbyněk Brynych
- Scritto da: Herbert Reinecker
- Interpreti:[5] Horst Tappert - Stephan Derrick, Fritz Wepper - Harry Klein, Willy Schäfer - Willy Berger, Maja Maranow - Manuela Bolitz, Günter Mack - Walter Bolitz, Daniel Friedrich - Harald Bloss, Siegfried Kernen - Dr. Bloss, Thomas Holtzann - Dr. Gessler, Edwin Noël - Kurt Kubian

### Trama
In una sala da biliardo Walter Bolitz, un alcolizzato, ritrova un suo vecchio amico, Dopo essersi appartati Kurt Kubian racconta a Bolitz che è stato reclutato per uccidere un uomo in una casa di caccia in piena notte. Kubian vuole che Bolitz partecipi anche lui, così si spartiranno il bottino. La sera stessa Bolitz torna a casa e ne parla con la figlia Manuela, una giornalista che lavora per un importante quotidiano. Il giorno dopo Kubian viene trovato morto. Manuela telefona a Derrick per rivelare cosa gli ha detto il padre.

## Il morto non ha quasi importanza
- Titolo originale: Der Tote spielt fast keine Rolle
- Diretto da: Horst Tappert
- Scritto da: Herbert Reinecker
- Interpreti:[6] Horst Tappert - Stephan Derrick, Fritz Wepper - Harry Klein, Willy Schäfer - Willy Berger, Michèle Marian - Andrea Zoller, Klaus J. Behrendt - Hubert Zoller, Peter Fricke - Rudolf Kaminski, Elizabeth Sombart - Helen Kaminski, Jacques Breuer - Schwacke, Andreas Seyferth - Weigand, Dieter Eppler - Bache, Michael Boettge, Peter Bertram

### Trama
Andrea Zoller viene invitata da Rudolf Kaminski, un ricco grossista di preziosi, a una festa in un hotel. Andrea viene invitata da Kaminski nella sua suite. Una volta arrivata, trova il corpo di un uomo accoltellato nel bagno. Poco dopo arriva alla suite anche Kaminski e un suo collaboratore. L'uomo ucciso è un intermediario di diamanti sudafricano, ed aveva un appuntamento quella sera proprio con Kaminski.

## Voglia di vivere
- Titolo originale: Störungen in der Lust zu leben
- Diretto da: Theodor Grädler
- Scritto da: Herbert Reinecker
- Interpreti:[7] Horst Tappert - Stephan Derrick, Fritz Wepper - Harry Klein, Willy Schäfer - Willy Berger, Richy Müller - Ralf Kinser, Liane Heilscher - Magda Kordes, Katja Amberger - Katrin Kordes, Konstantin Graudus - Andreas Kordes, Horst Sachtleben - Jansen, Hanns Zischler - Karau, Hilde Volk - Rosa Dustler, Hannes Kaetner - Erich Dustler

### Trama
Erich Dustler, anziano gestore di un bar, viene ucciso con una bottiglia durante la devastazione di due uomini inviati da Karau, un immobiliarista senza scrupoli che vuole acquisire il locale a prezzi bassi. Rosa, la moglie di Dustler, racconta a Derrick che da tempo ricevevano lettere minatorie e che non possono vendere perché hanno una nipotina da mantenere, i cui genitori sono morti tempo addietro. Mentre scappava dal bar Ralf Kinser, uno dei due aggressori, si è scontrato con Magda Kordes, una sua vecchia conoscenza, che in gioventù era la sua fidanzata. Magda Kordes è vedova da quattro anni, con due figli, Andreas e Katrin. Ralf Kinser convince a Magda a non parlarne dell'accaduto.

## Sceneggiatura per un omicidio
- Titolo originale: Ein Tod auf dem Hinterhof
- Diretto da: Zbyněk Brynych
- Scritto da: Herbert Reinecker
- Interpreti:[8] Horst Tappert - Stephan Derrick, Fritz Wepper - Harry Klein, Willy Schäfer - Willy Berger, Hannelore Hoger - Doris Mundt, Christian Kohlund - Luckner, Christian Berkel - Rolf Ladhun, Siegfried Kernen - Orff, Jeannine Burch - Heidi Roll, Käte Jaenicke - Susi, Ricci Hohlt - signora von Alderhof, Gert Burkard

### Trama
In una fredda sera d'inverno Heidi Roll, una giovane prostituta che lavora nel bordello di Rolf Ladhun, viene trovata pugnalata nel cortile del suo bar che frequentava spesso. Mentre Derrick e Klein stanno facendo le prime rilevazioni del crimine, si presenta una scrittrice di gialli, Doris Mundt, che vuole prendere spunto da questo delitto per il suo prossimo libro.

## Il grido
- Titolo originale: Der Schrei
- Diretto da: Helmuth Ashley
- Scritto da: Herbert Reinecker
- Interpreti:[9] Horst Tappert - Stephan Derrick, Fritz Wepper - Harry Klein, Willy Schäfer - Willy Berger, Wolf Roth - Simon Krüger, Rolf Zacher - Rudolf Schalk, Carin C. Tietze - Anita, Muriel Baumeister - Helga Wiesner, Christine Wodetsky - signora Wiesner, Hans Georg Panczak, Michael Gahr

### Trama
Simon Krüger viene rilasciato dal carcere dopo dieci anni. Era stato condannato per aver ucciso un certo Wiesner durante una rapina in una villetta, ma non ha mai voluto rivelare il nome del suo complice. Klein ne parla con Derrick perché spera che anche il complice di Krüger venga assicurato alla giustizia. Intanto Simon Krüger si sistema in una modesta pensione gestita da Anita e contatta il suo complice di allora, Rudolf Schalk, proprietario di numerosi locali. Simon Krüger ha il ricordo indelebile del grido della moglie di Wiesner nella sera che è avvenuto il delitto. Da allora il grido della donna lo tormenta nei sogni.

## Il sorriso del dottor Bloch
- Titolo originale: Das Lächeln des Dr. Bloch
- Diretto da: Günter Gräwert
- Scritto da: Herbert Reinecker
- Interpreti:[10] Horst Tappert - Stephan Derrick, Fritz Wepper - Harry Klein, Willy Schäfer - Willy Berger, Hans-Michael Rehberg - Dottor Bloch, Evelyn Opela - Andrea Bloch, Peter Sattmann - Igor Brunner, Enzi Fuchs - Erna Glubitsch, Kurt Weinzierl - signor Heuer, Katharina Schubert - Anette Heuer

### Trama
Stephan Derrick trova il suo medico, il dottor Bloch, mentre sta uscendo dal suo studio. Gli chiede come vanno le sue analisi del sangue. Bloch gli risponde che vanno bene, a parte il ferro un po' basso e il colesterolo un po' alto. Congedandosi Derrick manda a salutare la moglie. Bloch risponde amareggiato che la moglie Andrea non la vede più di tanto perché da qualche tempo ha un amante. Tornato a casa Bloch trova la moglie Andrea che gli comunica che vuole andarsene di casa prendendo con sé tre valigie piene. Quindi Andrea si presenta a casa del suo amante Igor Brunner, ma viene respinta. Andrea in lacrime telefona al dottor Bloch dell'accaduto, ma butta giù la linea. Va poi a suicidarsi schiantandosi con l'auto a tutta velocità contro un pilone di cemento armato. Alcuni giorni dopo Bloch si presenta nell'ufficio di Derrick, pensando che la moglie sia stata uccisa da Brunner. Derrick spiega a Bloch che non può aprire il caso e che Brunner abbia ucciso Andrea solo in modo "traslato". Nei giorni successivi Bloch inizia a tormentare Brunner. Intanto Derrick non perde d'occhio Bloch.

## Gli amici morti di Isolde
- Titolo originale: Isoldes tote Freunde
- Diretto da: Helmuth Ashley
- Scritto da: Herbert Reinecker
- Interpreti[11]: Horst Tappert - Stephan Derrick, Fritz Wepper - Harry Klein, Willy Schäfer - Willy Berger, Juliane Rautenberg - Isolde Rossky, Antje Jagen - Roberta Rossky, Franziska Walser - Gerlinde Rossky, Udo Thomer - Kurt Rossky, Holger Handtke - Erwin Rossky, Volkert Kraeft - Sudhoff, Werner Schnitzer - signor Dröger, Philipp Moog - Berthold Dröger, Hans Piesbergen - Georg Tanner, Thomas Astan - Gregor Mannsdorf, Günter Clemens - Kellner

### Trama
Berthold Dröger, rampollo di famiglia, viene trovato ucciso. Qualche settimana dopo viene ucciso Georg Tanner, uno studente universitario di lingue. I due giovani assassinati avevano in comune soltanto che avevano una relazione stretta con Isolde Rossky, una studentessa di pianoforte molto dotata.